# Frederika Amalia Finkelstein
Pour les articles homonymes, voir Finkelstein.
Frederika Amalia Finkelstein est une écrivaine et musicienne française née le 20 août 1991 à Paris. Elle a publié trois romans, L'Oubli en 2014, Survivre en 2017 et Aimer sans savoir, être sans comprendre en 2023.

## Biographie
Son premier roman, L'oubli, parait en 2014. Le livre évoque la Shoah et le devoir de mémoire. Il connaît un grand succès critique,. Il suscite également de vives réactions. Salué comme un ouvrage important par le Nobel de littérature JMG Le Clézio, l'ouvrage est nommé aux prix Renaudot et prix Décembre. Il est traduit dans plusieurs langues,.
Son deuxième roman, Survivre, narre les événements tragiques de l’année 2015 à Paris, dans un contexte de paupérisation occidentale. L’ouvrage a été nommé au prix Décembre. Il est traduit et est publié en Allemagne par les éditions Suhrkamp en septembre 2018.
Elle est admise, par concours, comme pensionnaire à la Villa Médicis durant un an, promotion 2018-2019.
En 2021, elle commence sa carrière musicale, avec son premier EP, The Story of Alma. Son nom de scène est Alma Elste,.
En 2023 sort son troisième livre, Aimer sans savoir, être sans comprendre. Il s'agit d'un hommage à Buenos Aires. Le livre recueille aussi les pensées et anecdotes de l'autrice, autour notamment de la mémoire, de l'oubli et des drames de l'Histoire. 

## Œuvres

### Romans
- L’Oubli, Paris, Éditions Gallimard, coll. « L’Arpenteur », 2014, 172 p.  (ISBN 978-2-07-014650-5).
- Survivre, Paris, Éditions Gallimard, coll. « L’Arpenteur », 2017, 144 p.  (ISBN 978-2-07-274124-1).
- Aimer sans savoir, être sans comprendre, Paris, Éditions Gallimard, coll. « L’Arpenteur », 2023, 136 p.  (ISBN 978-2-07-303015-3).

### Musique
- The Story of Alma, 2021